# Таструп (Дания)
Таструп (дат. Taastrup) — город в Дании, пригород Копенгагена, административный центр коммуны Хойе-Таструп в области Ховедстаден. Население 32 260 человек на 2010 год.